# Diane Pretty
Diane Pretty (Luton, 15 de noviembre de 1958-11 de mayo de 2002) fue una mujer británica que se hizo conocida por haber sido objeto de un debate acerca de las leyes de la eutanasia en el Reino Unido durante la primera parte del siglo XXI. 

## Trayectoria
Intentó cambiar la ley británica para poder acabar con su propia vida a causa de los dolores y problemas que tuvo que soportar a causa de la ELA (esclerosis lateral amiotrófica), una enfermedad terminal de las neuronas motoras.

Quiero tener una muerte rápida e indolora, en mi casa y rodeada por mi familia.
Diane Pretty

Había sido diagnosticada con la enfermedad de la neurona motora varios años antes. Con el tiempo, la enfermedad previsiblemente empeoró y le hizo imposible moverse o comunicarse con facilidad, a pesar de que sus facultades mentales se mantuvieron normales. La enfermedad provocó que tuviera que ser atendida durante todo el día por su marido y por enfermeras contratadas. Esto significaba que ella no podía suicidarse, cosa que ella había dicho que hubiera hecho de haber sido capaz de hacerlo. Ella declaró su deseo de que se le permitiera a su marido ayudarla a poner fin a su vida, pero esto es clasificado como «suicidio asistido», que en Reino Unido es un delito en virtud de la Ley de Suicidio de 1961. Como el suicidio es una opción legítima para los que pueden llevarlo a cabo, se podría argumentar que el impedir esa opción a las personas con discapacidad sería discriminación; y esta es ilegal tanto en Reino Unido como en la legislación europea. Por lo tanto, ayudar a suicidarse a alguien que no puede suicidarse no se considera un «servicio» del que el discapacitado pueda ser privado. Sin embargo, ninguno de estos argumentos se sostuvieron ante los tribunales.
Pretty presentó su caso ante la corte haciendo uso de la Ley de Derechos Humanos, y argumentó que el Director of Public Prosecutions (director del Ministerio Público) debía comprometerse a no procesar a cualquier persona involucrada en ayudarla a morir. Los tribunales británicos no aceptaron los argumentos de Pritty. Finalmente la Cámara de los Lores, el máximo tribunal británico en ese momento, desestimó su caso. El Tribunal Europeo de Derechos Humanos se negó a reconocer que la Convención Europea de Derechos Humanos prevé el derecho a morir, por lo que la apelación de Pretty ante esta corte también falló.
Pretty murió el 11 de mayo de 2002, a los 43 años, cuando su salud se había deteriorado de manera gradual e inexorable debido al curso de la ELA (esclerosis lateral amiotrófica) en los últimos meses, que generó una serie de problemas en los pulmones y el tórax.